# دوري هونغ كونغ لكرة القدم 1961–62
دوري هونغ كونغ لكرة القدم 1961–62 هو الموسم 17 من دوري هونغ كونغ لكرة القدم ‏. كان عدد الأندية المشاركة فيه 13، وفاز فيه نادي جنوب الصين.